# Maschinenfabrik, Auto- und Motoren-Reparaturanstalt Barth & Köhler
Die Maschinenfabrik, Auto- und Motoren-Reparaturanstalt Barth & Köhler war ein Hersteller von Automobilen aus Österreich.

## Unternehmensgeschichte
Das Unternehmen aus Wien begann 1920 mit der Produktion von Automobilen. Der Markenname lautete Barth & Köhler. 1921 endete die Produktion.

## Fahrzeuge
Das einzige Modell war ein Cyclecar. Für den Antrieb sorgte ein Vierzylindermotor mit 5 Steuer-PS. Ein Fahrzeug dieser Marke nahm am 19. September 1920 am Semmering-Rennen teil.